# Kukucska kalandjai
A Kukucska kalandjai (キョロちゃん; Hepburn: Kyorochan; Kjorocsan) japán anime, amely az Animax csatornán volt látható minden este nyolc órakor.
A sorozat Kukucska és barátai kalandjait követi nyomon. Ő eredetileg a Morinaga élelmiszeripari cég figurája volt, saját animesorozata 91 részen keresztül, 1999. július 1. és 2001. március 29. között futott a TBS csatornán, illetve Nintendo-játék is készült hozzá. A 91 epizódból egyelőre 78 volt látható az Animax műsorán, magyar szinkronnal.
Japánon kívül csak Magyarországon ("Kukucska Kalandjai"), Romániában (eredeti néven), Tajvanon ("大嘴鳥"), Csehországban ("Červánek"), és Dél-Koreában ("왕부리 팅코") mutatták be.
A sorozatot DVD formátumban is kiadták alacsony példányszámban.  

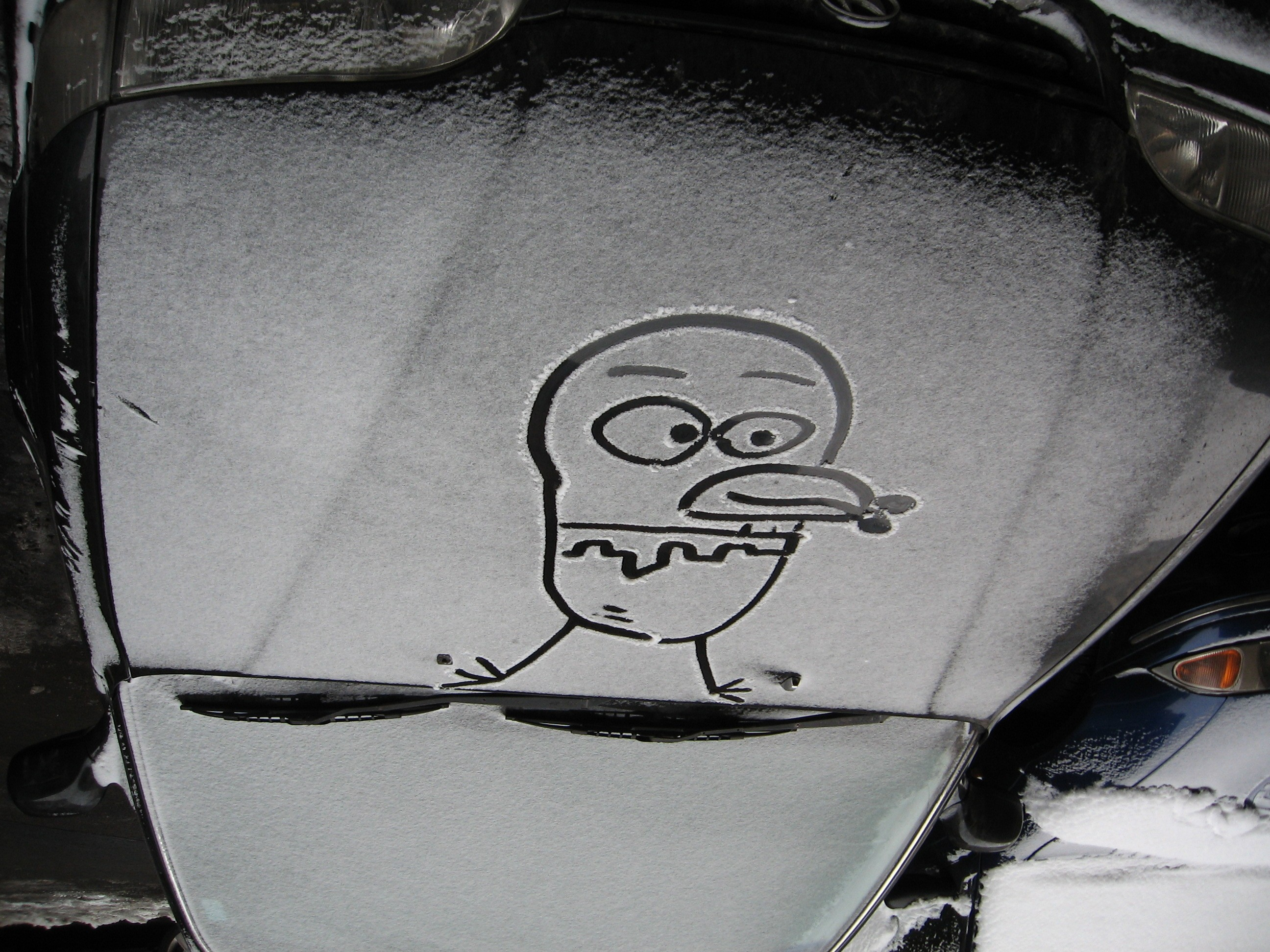
Hóba rajzolt Kukucska

## Szereplők és szinkronhangok
- Kukucska – Seszták Szabolcs
- Pitypalatty – Szokol Péter
- Sasszem / Kondor – Rosta Sándor
- Pintyő – Haffner Anikó
- Tojgli – Dögei Éva
- Bóbita – Árkosi Kati
- Bohóka – Berzsenyi Zoltán
- Don Briganti – Beratin Gábor
- Donna Briganti – Némedi Mari
- Briganti Anti – Gubányi György
- Őszapó – Kapácsy Miklós
- Csuparánc – Némedi Mari
- Pápaszem – Seder Gábor
- Iszako – F. Nagy Erika
- Ókula – Garai Gábor
- Csivit – Koffler Gizi
- Hunyori – Beratin Gábor
- Rikács – Papucsek Vilmos
- Dr. Tudor – Rosta Sándor, Papucsek Vilmos
- Narrátor – Végh Ferenc

További magyar hangok: Adamik Viktória, Ágó Dia, Balogh Ferenc, Csizmari Dóra, Élő Balázs, Gömöri Viktória, Gyeváth Ottó, Illyés Mari, Oláh Orsolya, Somogyi Sibylla, Szécsi Anna, Szinovál Gyula

### Szinkronstáb
A magyar változat az Animax megbízásából a Subway Stúdióban készült.
- Magyar szöveg: Igarashiné Szabó Adrienn, Nikolényi Gergely
- Hangmérnök: Jung Norbert és Simonics Dávid
- Szinkronrendező: Gömöri V. István
- Produkciós vezető: Kicska László

## Epizódok
| A sorozat részei |
| ---------------- |